# Cinéma camerounais
Le cinéma camerounais ne commence vraiment à se développer qu'à partir de l'indépendance du pays en 1960. 

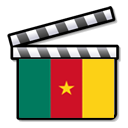
Drapeau camerounais sur un clap de cinéma.

## Histoire
Haut-Commissariat de la République française au Cameroun (1919) serait le premier film documentaire tourné au Cameroun français.
L'histoire du cinéma camerounais débute à Paris avec un documentaire de Jean-Paul Ngassa sur la situation des étudiants camerounais en France, Aventure en France (1962). Ce même thème inspire Thérèse Sita-Bella, la réalisatrice de Tam-tam à Paris (1963). 
En 1965, Urbain Dia Moukouri réalise son premier film. Un court métrage intitulé Point de vue n° 1. 
De retour au pays, Jean-Paul Ngassa se met au service du jeune État et produit des films comme Une nation est née (1970), le premier long métrage camerounais. 
Jean-Pierre Dikongué Pipa (1940-) après Muna Moto (1975, Grand prix Fespaco 1976)) obtient plusieurs succès auprès du grand public avec Histoires drôles, drôles de gens (1983) et Badiaga (1986). 
Daniel Kamwa (1943-) (Boubou cravate, 1972; Pousse-Pousse, 1975; Notre fille, 1980; le Cercle des pouvoirs, 1997), Jean-Marie Teno (1954-) (De Ouaga à Douala en passant par Paris, 1987; Clando, 1996), Jean-Pierre Bekolo (1966-) (Un Blanc pauvre ?, 1991; Douala, quartier Mozart, 1992; le Complot d'Aristote, 1997) et Bassek Ba Kobhio (1957-) (Sango Malo le maître du canton, 1991; le Grand Blanc de Lambaréné, 1994), tentent de poursuivre l'œuvre de leurs aînés, en abordant avec franchise les problèmes posés à la société camerounaise, ses pesanteurs sociologiques, culturelles et politiques.
Dans les années 2000, une nouvelle génération de cinéastes camerounais émerge avec notamment Joséphine Ndagnou (1964-), dont le film Paris à tout prix a enregistré 70 000 entrées en 2008. Tout comme Djimeli Lekpa Gervais (1982-) dont le documentaire My African Dream, distribué par www.diffa.tv a été le premier film africain diffuse sur la chaîne américaine BET.
Les années 2010 voient l'émergence d'un cinéma d'animation camerounais. Le premier long-métrage d'animation camerounais, Turbulences de Daniel Kamwa, en 2015, est un film d'animation en images de synthèse conçu et produit au Cameroun mais animé en Afrique du Sud. En 2017 sort le premier long-métrage d'animation entièrement conçu et fabriqué au Cameroun, Minga et la cuillère cassée, réalisé par Claye Edou, qui est un dessin animé inspiré d'un conte des années 1970,.

### Industrie du cinéma au Cameroun
En 1973, le gouvernement crée le Fonds du développement de l’industrie cinématographique (Fodic), qui soutient la production cinématographique nationale sur les plans financier et logistique.
En 1987, la création de la chaîne nationale CRTV (Cameroon Radio Television) va réduire l’aide de l’État apportée au cinéma. 
Dans les années 1990, les producteurs et réalisateurs camerounais voient une dépendance grandissante face aux subventions institutionnelles venant du Nord. Les coproductions Nord-Sud représentent le seul moyen de produire un long métrage de cinéma dans des conditions professionnelles au Cameroun. La production est en baisse et les auteurs se tournent vers d’autres sources de financement.
Dans les années 2000, l’avènement du numérique et la multiplication des chaînes de télévision privées permet le développement de certaines productions. 

#### Salles de cinéma au Cameroun

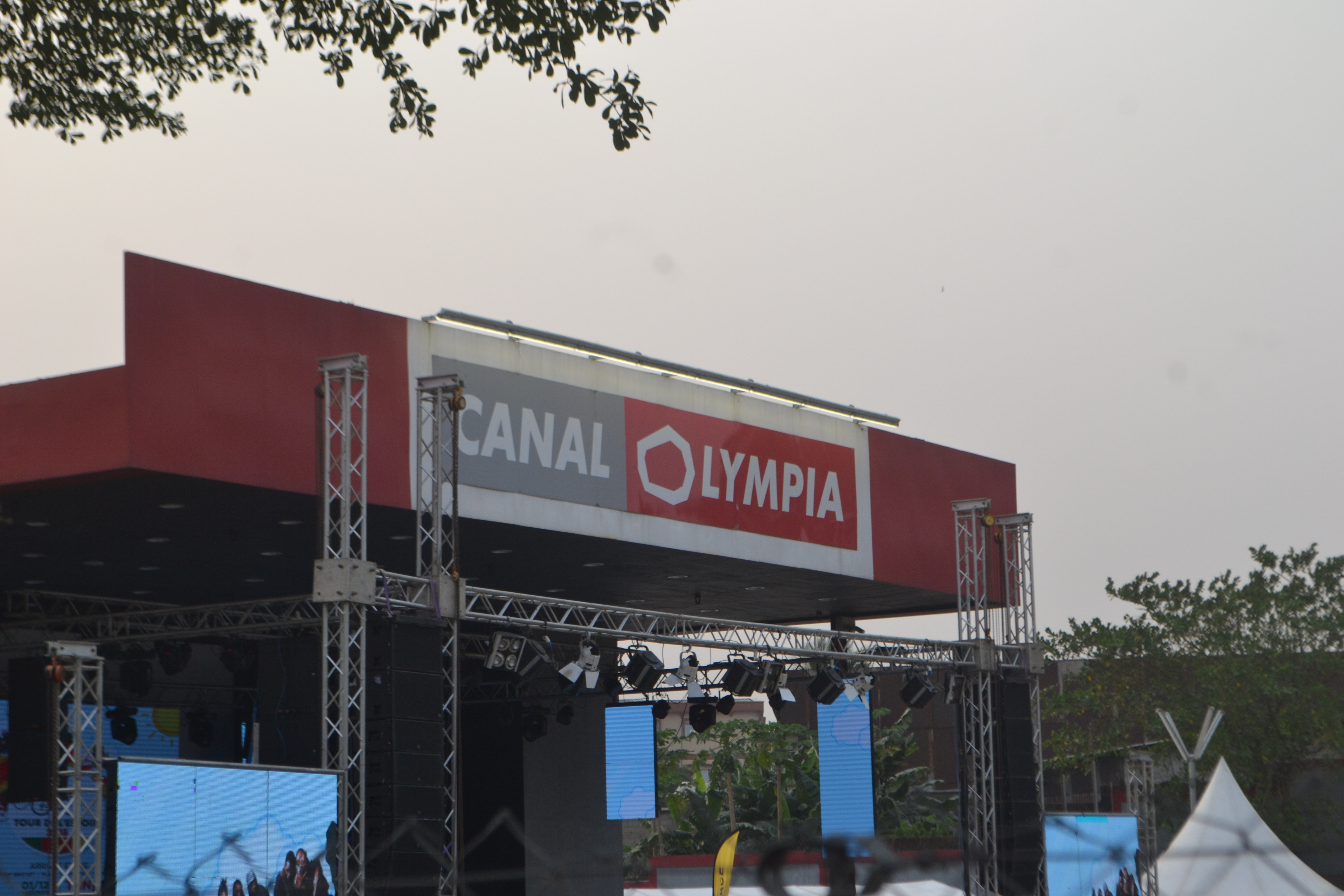
La salle de cinéma et de spectacle Canal Olympia à Douala.

En 1973, le Cameroun disposait de trente-deux salles sur l’ensemble du territoire.
Avec l’apparition de la télévision, les salles subissent une forte diminution de leur fréquentation. Par ailleurs, les fortes taxes sur les entrées asphyxient les exploitants. 
En 2003, c'est le Capitole qui ferme à Yaoundé. En 2009, les trois dernières salles de cinéma du Cameroun ferment leurs portes (l’Abbia à Yaoundé, le Wouri à Douala et l’Empire à Bafoussam).
Le 14 juin 2016, Vivendi, groupe détenu par Vincent Bolloré, ouvre une salle de cinéma et de spectacles à l'Université de Yaoundé I (Campus de Ngoa-Ekélé). Le 17 janvier 2017,  c'est à Douala (Quartier Bessengué), que la seconde salle Canal Olympia du pays est ouverte. Ces salles font partie du projet de construction d'un réseau de salles de cinéma dans plusieurs pays en Afrique. 

#### Cinéma numérique ambulant
Le Cinéma numérique ambulant est présent au Cameroun depuis janvier 2012. Lancé en 2003, le Cinéma numérique ambulant a réalisé en Afrique plus de 5 000 projections pour des millions de spectateurs. De nouvelles unités de projection sont en cours de création. 

## Films et réalisateurs camerounais
- Liste de films camerounais
- Films documentaires camerounais
- Réalisateurs camerounais
- Réalisatrices camerounaises
- Liste des longs métrages camerounais proposés à l'Oscar du meilleur film international

## Cinéma camerounais en ligne (Internet)
L'avènement de la 3G/4G au Cameroun avec les opérateurs mobiles comme Orange, MTN et NEXTTEL aurait pu faire émerger comme partout ailleurs en Afrique et dans le monde des plateformes de vidéo en ligne. Malheureusement, les coûts de connexion restent encore en 2017 très chers, notamment lorsqu'il s'agit de visionner une vidéo en ligne. 
Précurseur du domaine, WOURI TV ouvre une nouvelle voix d'exploitation du film local.  
Cette plateforme a la particularité de s'adresser, grâce à son site internet www.wouri.tv et son application mobile sur Android (WOURI TV), aux Camerounais vivant au Cameroun, mais aussi et surtout à la diaspora, désireuse de conserver le lien culturel avec le pays. 
Elle propose ainsi de nombreux films en qualité Full HD, produits pour la plupart à partir de 2016. Les films et feuilletons sont ainsi visionnaires soit en paiement à l'acte (VOD / Location 48h), soit en accès par abonnement (SVOD) mensuel ou annuel.  
En 2018, NUMIAA TV, via son site web, fait son apparition. Piloté par le cinéaste Djimeli Lekpa Gervais (après plusieurs participations sur des films européens tel White Material ou The Sleeping Sickness) cette plateforme panafricaine propose plusieurs catégories : cinéma, courts métrages, documentaires, téléfilms, mais aussi gags, programmes TV, clips. Les films sont en HD, mais le lecteur permet de changer le débit.

## Cinéma camerounais dans les festivals
Le FESPACO (festival panafricain à Ouagadougou) a permis d’assister à l’émergence de la nouvelle génération du cinéma camerounais. 
- En 1976, le film Muna Moto de Jean-Pierre Dikongué Pipa a remporté le 1er prix du FESPACO appelé l’Étalon de Yennenga.
- En 1997, le film Le Complot d'Aristote de Jean-Pierre Bekolo a remporté le 1er prix du meilleur son du FESPACO.
- En 2005, le film Les Saignantes de Jean-Pierre Bekolo a remporté l'Étalon d'argent : 2e prix du FESPACO.
- En 2009, toutes catégories confondues, le Cameroun a présenté 8 films, dont 3 ont été primés[1]: 
  - Waramutseho de Bernard Auguste Kouemo Yanghu : Poulain de Bronze dans la catégorie "Court métrage".
  - Une affaire de nègres d’Osvalde Lewat : 3e prix documentaire.
  - Paris à tout prix de Joséphine Ndagnou : Prix spécial du jury série télévisée Vidéo.
  - Mon Père, le Diable le long métrage de la réalisatrice camerounaise Ellie Foumbi qui a reçu le Prix à l’American Black Film Festival de Miami: celui de la Meilleure fiction et du meilleur premier long métrage[16].

La création du festival Écrans noirs via l'association du même nom, fondé en 1997 par le réalisateur Bassek Ba Kobhio, permet la diffusion des créations cinématographiques camerounaise et africaine et permet aussi d'apporter une réflexion sur le cinéma africain.

## Pépites
- Marie Voignier (France), L'hypothèse du Mokéké-Mbenbé (2011, 78 min)[18]